# غرق در تو
«غرق در تو» (انگلیسی: Obsessed with You) ترانه‌ای از سنترال سی، رپر و ترانه‌پرداز بریتانیایی است. این ترانه که نخستین تک‌آهنگ از دومین آلبوم میکس‌تیپ سنترال سی با نام ۲۳ است، در ۱۰ سپتامبر ۲۰۲۱ منتشر شد و به رتبهٔ ۴ در بریتانیا رسید. در این ترانه از نمونه‌های صوتی برداشته‌شده از ترانهٔ «فقط برای من» اثر پینک‌پانترس استفاده شده‌است.

## جدول‌های موسیقی

### جدول‌های هفتگی
| جدول (۲۰۲۱–۲۰۲۲)                  | بالاترین جایگاه |
| --------------------------------- | --------------- |
| استرالیا (ای‌آرآی‌ای)               | ۳۰              |
| فرانسه (اس‌ان‌ئی‌پی)                 | ۴۵              |
| ایرلند (ایرما)                    | ۱۶              |
| هلند (۱۰۰ تک‌آهنگ برتر)            | ۵۶              |
| تک‌آهنگ‌های داغ نیوزیلند (آرام‌ان‌زد) | ۳               |
| پرتغال (ای‌اف‌پی)                   | ۱۰۵             |
| سوئد (فهرست برترین‌های سوئد)       | ۷۰              |
| سوئیس (شوایزر هیت‌پاراد)           | ۶۵              |
| تک‌آهنگ‌های بریتانیا (اوسی‌سی)       | ۴               |
| مستقل بریتانیا (اوسی‌سی)           | ۱               |
| آراندبی/هیپ هاپ بریتانیا (اوسی‌سی) | ۱               |

### جدول‌های پایان سال
| جدول (۲۰۲۱)                 | جایگاه |
| --------------------------- | ------ |
| تک‌آهنگ‌های بریتانیا (اوسی‌سی) | ۸۷     |

## گواهینامه‌ها
| منطقه                                                                            | گواهی  | واحد گواهی‌شده/فروش |
| -------------------------------------------------------------------------------- | ------ | ------------------ |
| استرالیا (آی‌اف‌پی‌آی استرالیا)                                                     | پلاتین | ۷۰٬۰۰۰             |
| کانادا (میوزیک کانادا)                                                           | طلا    | ۴۰٬۰۰۰             |
| فرانسه (اس‌ان‌ئی‌پی)                                                                | طلا    | ۱۰۰٬۰۰۰            |
| ایتالیا (اف‌آی‌ام‌آی)                                                               | طلا    | ۵۰٬۰۰۰             |
| هلند (ان‌وی‌پی‌آی)                                                                  | طلا    | ۴۰٬۰۰۰             |
| پرتغال (انجمن صنفی گرامافون)                                                     | پلاتین | ۱۰٬۰۰۰             |
| اسپانیا (سازنده‌های موسیقی)                                                       | طلا    | ۳۰٬۰۰۰             |
| بریتانیا (بی‌پی‌آی)                                                                | پلاتین | ۶۰۰٬۰۰۰            |
| پخش جاری                                                                         |        |                    |
| سوئد (گی‌ال‌اف)                                                                    | طلا    | ۴٬۰۰۰٬۰۰۰          |
| رقم فروش+پخش جاری تنها بر پایهٔ گواهی‌ها. · رقم فقط پخش جاری تنها بر پایهٔ گواهی‌ها. |        |                    |